# Nuevo San Juan, Villa Corzo
Nuevo San Juan är en ort i Mexiko.   Den ligger i kommunen Villa Corzo och delstaten Chiapas, i den sydöstra delen av landet, 800 km sydost om huvudstaden Mexico City. Nuevo San Juan ligger 681 meter över havet och antalet invånare är 329.
Terrängen runt Nuevo San Juan är kuperad. Runt Nuevo San Juan är det glesbefolkat, med 19 invånare per kvadratkilometer. Närmaste större samhälle är San Pedro Buenavista, 14,1 km nordväst om Nuevo San Juan. I omgivningarna runt Nuevo San Juan växer huvudsakligen savannskog.